# Borja Viguera
Borja Viguera Manzanares (Logroño, 26 maart 1987) is een Spaans voetballer die bij voorkeur als aanvaller speelt. Hij tekende in 2014 bij Athletic Bilbao.

## Clubcarrière
Viguera is afkomstig uit de jeugdopleiding van Real Sociedad. Op 6 juni 2009 maakte hij zijn opwachting in de Segunda División tegen Rayo Vallecano. In 2010 promoveerde hij met de Baskische club naar de Primera División. Bij gebrek aan speelminuten werd de aanvaller uitgeleend aan Gimnàstic Tarragona en Albacete Balompié. In 2012 kwam hij terecht bij Deportivo Alavés, waar hij in twee seizoenen 43 doelpunten maakte in 79 competitieduels. In 2014 werd Viguera voor één miljoen euro verkocht aan Athletic Bilbao, waar hij zijn handtekening zette onder een driejarige verbintenis. Op 30 augustus 2014 debuteerde hij voor zijn nieuwe club in de competitiewedstrijd tegen UD Levante. Op 21 november 2014 maakte de Bask zijn eerste treffer voor Athletic Bilbao in de competitiewedstrijd tegen RCD Espanyol.